# Större kvistboråtta
Större kvistboråtta (Leporillus conditor), eller bara kvistboråtta, är en gnagare i familjen råttdjur som är endemisk för Australien. Av IUCN är arten rödlistad som sårbar och endast en naturlig population i vilt tillstånd på omkring 1 000 individer finns kvar på Franklin Islands. På fastlandet, där arten tidigare förekom spritt i halvtorra områden i ett band från Western Australias västkust till västra New South Wales, försvann den på grund av habitatförstörelse orsakad av införda betande djur, som får och kaniner, svår torka och införda predatorer som katt och räv. Den har dock introducerats eller återindroducerats i vissa skyddade områden, bland annat ett reservat nära Roxby Downs i South Australia, och på en del skyddade öar, som Salutation Island, Heirisson Bong, St Peter Island och Reevesby Island. Sammanlagt beräknas det finnas omkring 4 000 individer.
Den större kvistboråttan är en av två arter i sitt släkte, Leporillus. Den andra arten i släktet är den mindre kvistboråttan (Leporillus apicalis), som är akut hotad eller möjligen utdöd.

## Kännetecken
Den större kvistboråttan har en kroppslängd på 17 till 26 centimeter och därtill kommer en 14,5 till 24 centimeter lång svans. Dess vikt är upp till 450 gram. Den har gråbrun päls över ryggen, sidorna och huvudet, medan kroppens undersida är ljusare. Öronen är jämförelsevis stora för att vara ett råttdjur och nosen är mer rundad än spetsig.

## Levnadssätt
Den större kvistboråttan är social och lever i familjegrupper som hos ölevande populationer kan uppgå till 10 till 20 individer. Hos de återintroducerade populationerna på fastlandet består en familjegrupp vanligen av 5 till 6 individer. Som dess trivialnamn antyder bygger arten ett bo av kvistar. Detta bo kan bli påtagligt stort, över en meter i höjd (som högst en och en halv meter). Honorna är dräktiga i 44 dagar och en till tre ungar föds per kull.